# Рудий Юлій Вікентійович
Рудий Юлій Вікентійович (інк. прізвище вказувалось як Рудой або Рудний; 24 червня 1887 — 15 лютого 1938) — радянський діяч Наркомшляху, уповноважений Народного комісаріату шляхів РРФСР (СРСР) по УСРР у 1920—1925 р.р. та керівник Китайсько-Східної залізниці у 1930—1935 роках. Пізніше, заступник начальника Центрального грузового управлення Наркомату шляхів сполучення СРСР. Жертва сталінського Великого терору — розстріляний у 1938 році.

## З життєпису
Народився в м. Ліда, Віленська губернія. Білорус. Освіта — середня.
Працював учнем у слюсарних майстернях станції Сарни Південно-Західної залізниці, слюсарем станції Іннокентіївська Сибірської залізниці, слюсарем паровозоремонтного депо станції Вознесенська.
1917 р. — голова виконкому рад Пермської залізниці.
З 1918 — член РСДРП(б). Служить у Червоній армії, працює начальником охорони Пермської, Омської та Томської залізниць. Пізніше — комісар Омського округу.
Протягом 1920—1925 років — уповноважений Народного комісаріату шляхів РРФСР (СРСР) по УСРР (директор залізниць УСРР), у цей же час — член ВУЦВК.
До 1930 року — заступник наркому шляхів сполучення СРСР. У 1930—1935 роках — керівник Китайсько-Східної залізниці.
Зарештований 29.08.1937 р. Розстріляний 15.02.1938 г. Реабілітований 26.05.1956 р.

## Відзнаки
- Орден Трудового Червоного Прапора УСРР (10.02.1923)[1]